# 朝鲜两
朝鲜两（：／ Joseon Yang），是1892年至1902年期间朝鲜王朝及大韩帝国的法定货币，1两=10钱=100分。

## 历史
1892年之前，朝鲜半岛仍采用“文”作为货币单位。1883年，朝鲜半岛第一次出现了现代机制硬币铸造厂，其设备从德国进口。
1892年11月，由日本方面提供设备和技术的“仁川典局”在仁川设立，取代了原先漢城的旧式铸币局，并开铸新的“两”硬币。1900年9月，仁川典局的设备搬迁至汉城龙山的“龙山典局”。
1897年10月12日，大韓帝國成立，然而在前期時，貨幣系統依然使用朝鮮兩，僅在國號部分從原先的「朝鮮」改為「大韓」，年號則由原本朝鮮時期的「建陽」改為「光武」。
1901年，大韓帝國改用金本位货币，并于次年彻底弃用“两”，改用新的币制，即大韩帝国圜，新幣值的1圜相当于旧幣值的5两；同时重新定义了新的辅币单位「钱」，1圜=100钱。

## 货币铸造及印刷情况

### 硬币
1892年至1902年，仁川典局以及后来的龙山典局共铸造了六种面值的硬币，分别为一分、五分、二钱五分、一两、五两、一圜（即五两）。具体规格形制如下：
| 圖片 | 圖片 | 面值     | 材质/成色                           | 直径（mm） | 厚度（mm） | 重量（g） |
| 正面 | 反面 | 面值     | 材质/成色                           | 直径（mm） | 厚度（mm） | 重量（g） |
| ---- | ---- | -------- | ----------------------------------- | ---------- | ---------- | --------- |
|      |      | 一分     | 95%铜，5%铝                         | 23.4       | 1          | 3.3       |
|      |      | 五分     | 98%铜，1%锡，1%锌                   | 27         | 1.5        | 6.9       |
|      |      | 二钱五分 | 75%铜，25%镍（前期） 铜包银（后期） | 20.7       | 2          | 4.8       |
|      |      | 一两     | 80%银                               | 22.5       | 1.5        | 5.2       |
|      |      | 五两     | 90%银                               | 38.6       | 2.5        | 26.95     |
|      |      | 一圜     | 90%银                               | 38         | 2.5        | 26.95     |

硬币纪年方面，1892年至1897年期间，朝鲜的硬币上均铸有“开国纪年”（即以朝鲜太祖李成桂废高丽恭让王自立的1392年为开国元年），如1892年的铸币上便有“开国五百一年”字样；后来大韩帝国于1897年成立，钱币上的铸造年份也改为大韩帝国的年号（如“光武元年”）。国号方面，早期硬币上铭刻的国号为“大朝鲜”，后因清朝驻朝鲜全权代表袁世凯反对，去掉了国号的“大”字，只称“朝鲜”；大韩帝国成立后，改用“大韩”。
另外，政府授权一些人自行铸造白铜铸造的二钱五分硬币，结果后来私铸（包括官方许可和非官方私铸）的二钱五分硬币大量充斥市场，影响了货币的信誉。

### 纸币
当时朝鲜王朝的户曹印刷了5、10、20、50两的“通货兑换券”纸币，但没有投入流通领域。
| 朝鮮兩 紙鈔 | 朝鮮兩 紙鈔 | 朝鮮兩 紙鈔 | 朝鮮兩 紙鈔 |
| 圖片        | 圖片        | 幣值        | 發行年份    |
| 正面        | 反面        | 幣值        | 發行年份    |
| ----------- | ----------- | ----------- | ----------- |
|             |             | 5 兩        | 未發行      |
|             |             | 10 兩       | 未發行      |
|             |             | 20 兩       | 未發行      |
|             |             | 50 兩       | 未發行      |